# Hiryū (1939)
El Hiryū (飛龍 dragón volador?) fue un portaaviones modificado de la clase Sōryū. Tomó parte en el ataque a Pearl Harbor que inició la Guerra del Pacífico, y fue destruido el 5 de junio de 1942 por un ataque aéreo en la batalla de Midway. 

## Diseño y construcción

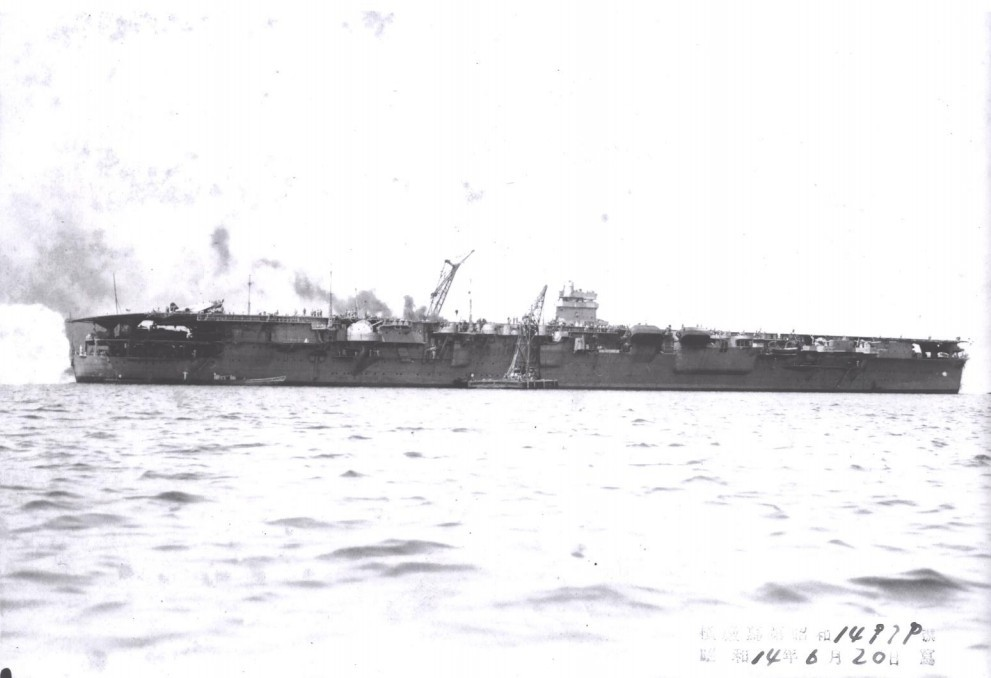
Portaaviones japonés Hiryu en construcción. Yokosuka, 20 de junio de 1939.

El Hiryū fue construido en Yokosuka, siendo botado el 8 de julio de 1937. Su diseño era compartido con su cuasigemelo Sōryū, pero con la salvedad de la forma de la roda de la proa, la longitud de la pista de casi 4 m más y la ubicación del puente-isla, al lado de babor y más hacía centro-popa, en vez de ser colocado usualmente a estribor y más hacia proa, presentando la misma ubicación que el portaaviones Akagi.
Como casi la mayoría de los portaviones japoneses, el Hiryū no contaba con blindaje horizontal adecuado y era muy vulnerable a los bombarderos en picado.
Al momento de sus pruebas de mar, el Hiryū como su cuasigemelo, el Sōryū  fueron considerados uno de los más modernos portaviones y el más rápido en su tiempo.

## Historial de servicio

### Pearl Harbor
En 1941, bajo el mando del capitán de navío Kaku Tomeo, el Hiryū fue asignado a la 2.ª División de Portaaviones. El 7 de diciembre de 1941 lanzó una oleada de aviones contra la isla de Oahu. Diez Nakajima B5N tomaron como objetivos el USS Arizona y el USS California. Otros ocho B5N atacaron el USS West Virginia, el USS Oklahoma y el USS Helena. Finalmente, seis Mitsubishi A6M atacaron las bases aéreas de Wheeler Field y Barbers Point.

### Wake y Australia
En rut de regreso a Japón, desde el 21 de diciembre al 23 de diciembre de 1941, lanzó ataques aéreos  de ablandamiento sobre la isla Wake. En enero de 1942 apoyó la invasión de Ambon, en las islas Molucas. El 19 de febrero de 1942, junto a su portaaviones gemelo Sōryū lanzó un ataque contra el puerto de Darwin, al norte de Australia.

### Raid del océano Índico
En marzo de 1942, tomó parte en la Batalla del Mar de Java, atacando buques aliados y hundiendo el carguero neerlandés Poelau Bras. En abril de 1942 tomó parte en el raid del Océano Índico, atacando bases de la Royal Navy en Colombo y Trincomalee, en Ceilán, y ayudando a hundir los cruceros Cornwall y  Dorsetshire, el vetusto portaaviones HMS Hermes y el destructor de escolta australiano HMAS Vampire. El 19 de abril persiguió a los portaaviones estadounidenses USS Hornet y USS Enterprise, después de que estos lanzaran la incursión Doolittle, pero no consiguió alcanzarlos.

### Batalla de Midway

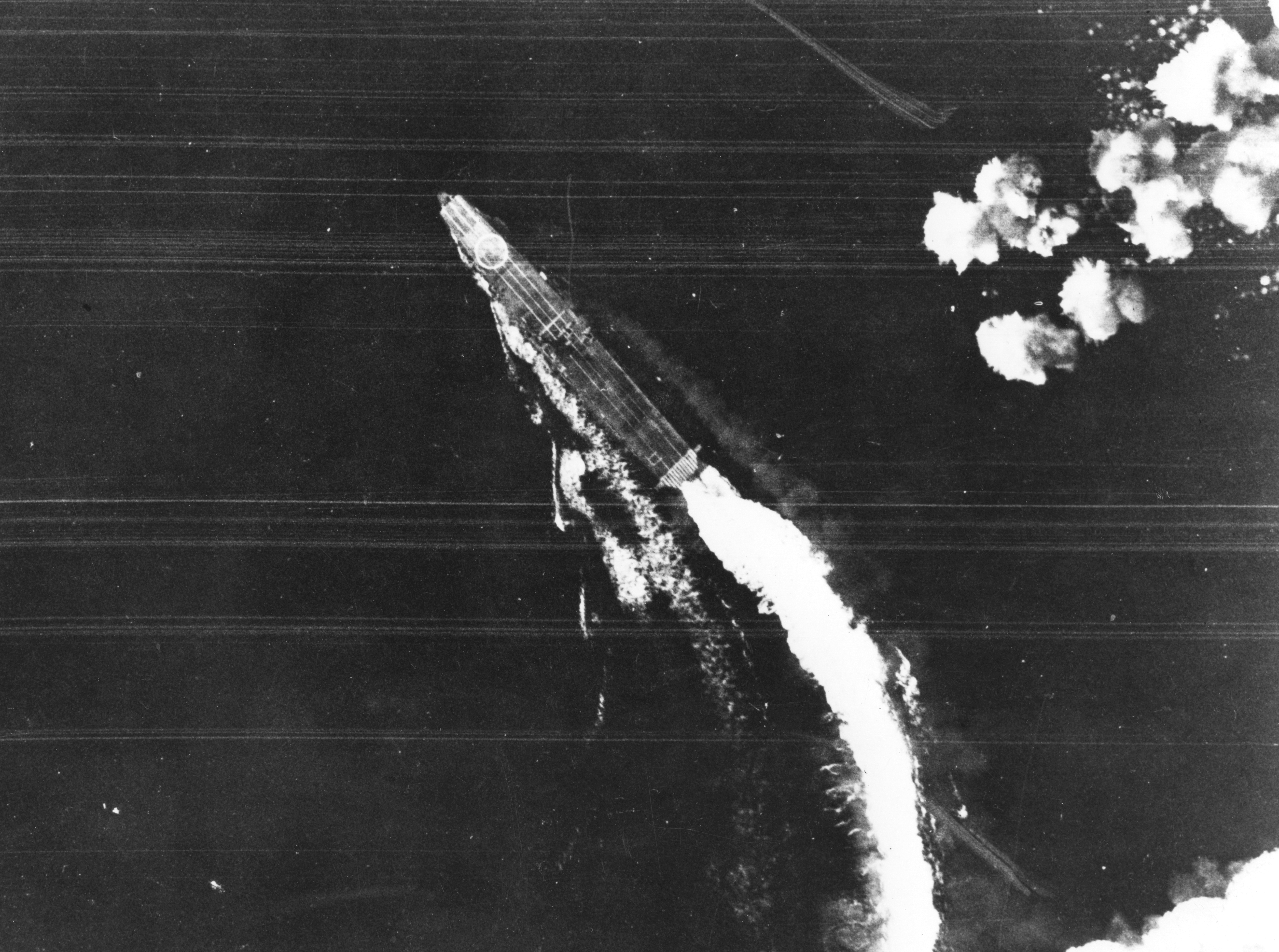
El Hiryū bajo bombardeo de B-17, poco precisos frente a objetivos móviles.

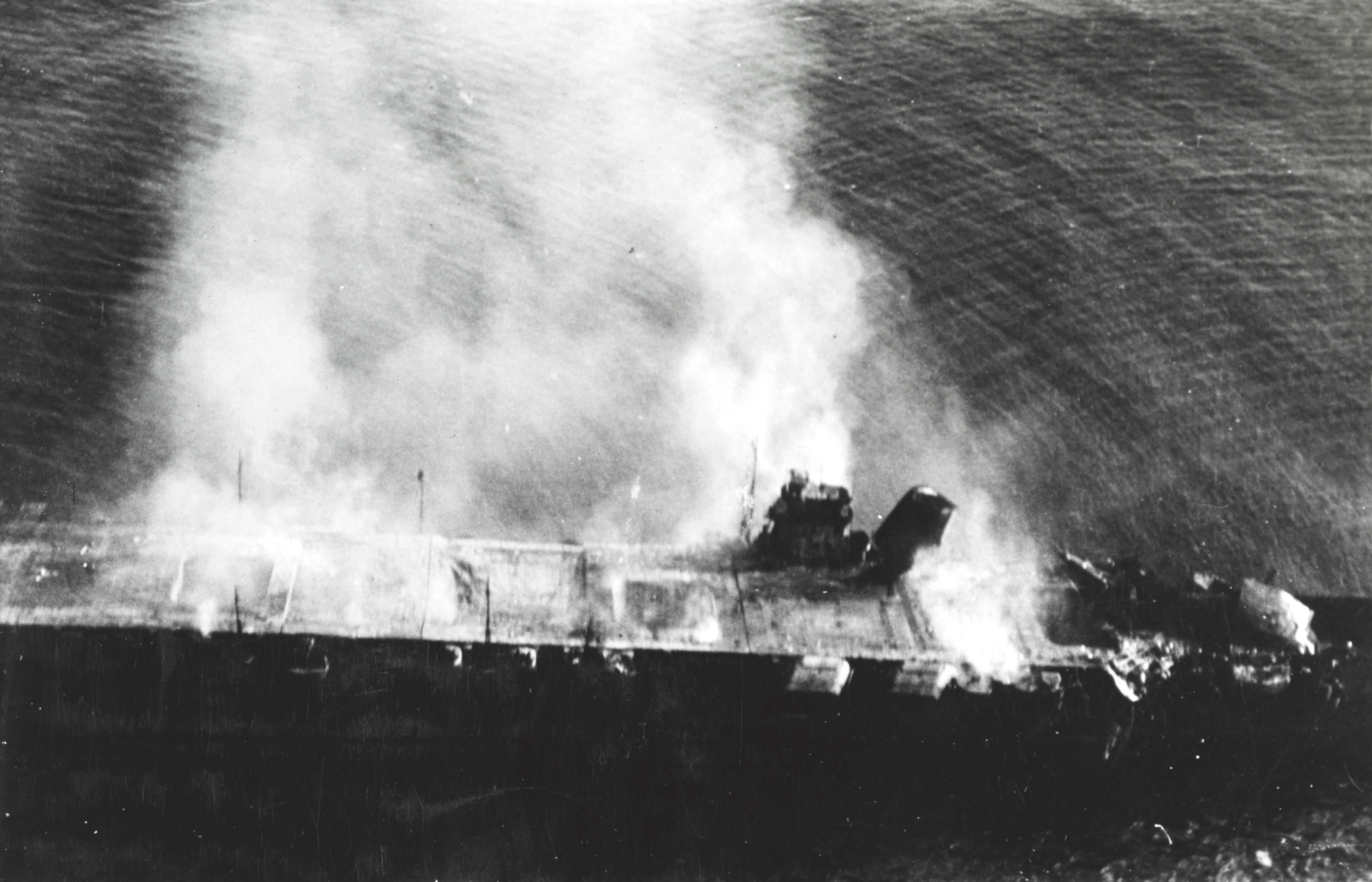
El Hiryū bombardeado y en llamas el 4 de junio de 1942. Se observan los hangares expuestos a proa.

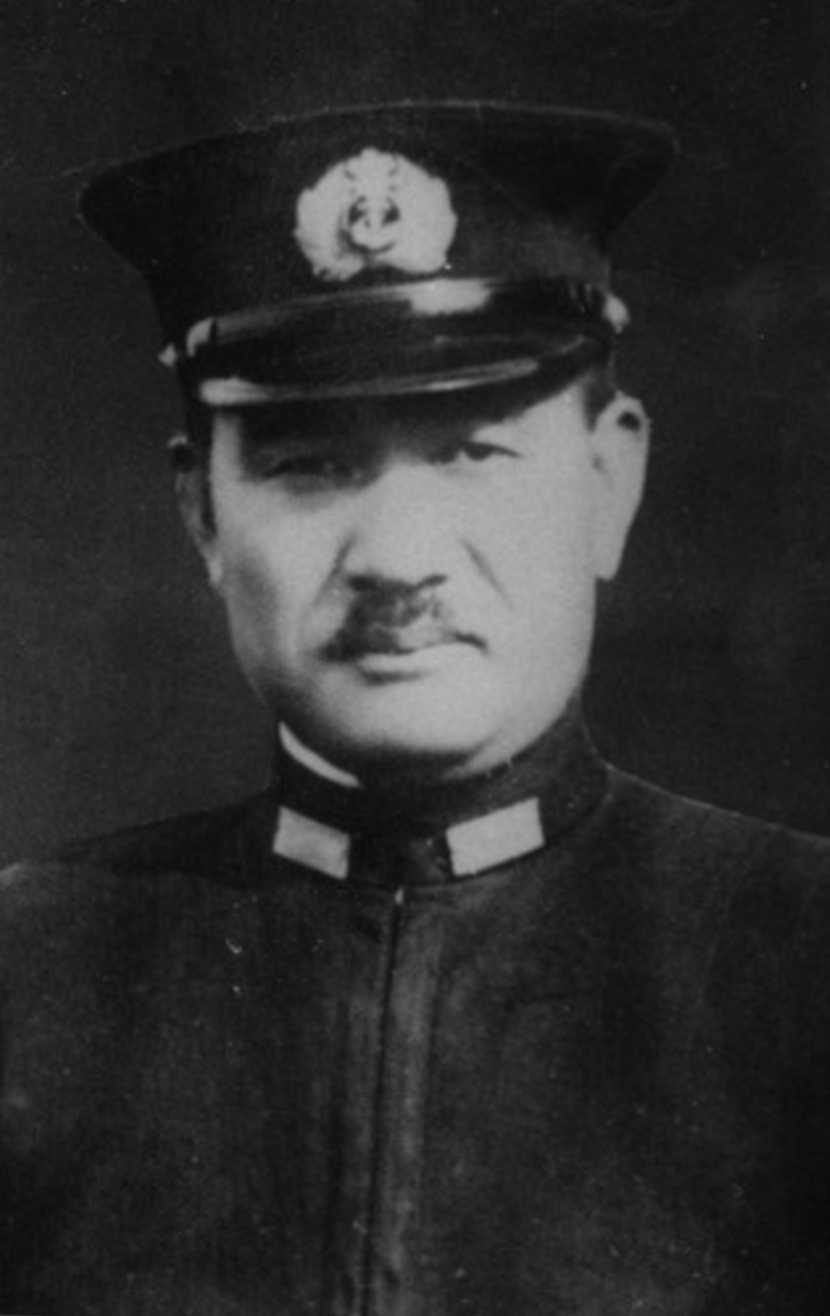
Capitán Kaku Tameo

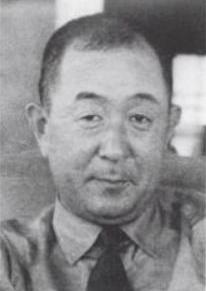
Vicealmirante Tamon Yamaguchi

El 4 de junio de 1942, bajo el mando del contraalmirante Tamon Yamaguchi, participó en la batalla de Midway. A las 04:30 lanzó un ataque contra la isla de Midway, destruyendo aviones y dañando instalaciones. Yamaguchi ignoró la orden dada por Nagumo de cambio de torpedos por bombas mientras el resto hacía el cambio. Dicho cambio fue decisivo y en un momento crítico, lo que costó la batalla al Japón. 
Después de que los portaaviones japoneses Kaga, Sōryū y Akagi fueran destruidos por ataques aéreos hacia las 10:25, el Hiryū que estaba en el extremo norte de la formación y cubierto por nubes no fue detectado por los aviones americanos; era el único portaaviones operativo. Yamaguchi, haciendo gala de su arrojo, tomó la iniciativa de buscar y destruir a la fuerza operativa enemiga que estaba cerca y navegó rumbo al este en busca de los portaaviones americanos, lanzando aviones exploradores en un amplio abanico. Una hora más tarde uno de sus aviones comunicó que había detectado a un portaaviones navegando cerca. En efecto, era el USS Yorktown, que acababa de lanzar su fuerza en busca de enemigos. El grupo de ataque del Hiryū, compuesto por 18 bombarderos en picado y seis cazas al mando del teniente de navío Michio Kobayashi (veterano piloto que había tomado parte en todas las operaciones de la escuadra de portaaviones de Nagumo), fue lanzado al aire a las 10:50.
Apenas estuvieron en el aire los aviones de Kobayashi. Un segundo grupo, al mando del teniente Jōichi Tomonaga, formado por 10 aviones torpederos y seis Zero, se preparó también para el despegue y fue lanzado a las 12:45. El grueso de Kobayashi había seguido a alguno de los aviones de ataque del Yorktown y ahora se concentraba sobre el buque insignia de Fletcher. El Yorktown se defendió bravamente, usando los aviones escoltas, los Wildcat -por primera vez más numerosos que los Zero de escolta- superaron la defensa japonesa y atacaron a los Val. Solo sobrevivieron 5 aviones de los 24 lanzados. Del segundo grupo derribaron a diez de ellos (comprendido el de Tomonaga), y otros dos fueron abatidos por la artillería antiaérea de los cruceros de escolta. Los ataques dañaron gravemente al Yorktown, dejándolo casi sin propulsión. Posteriormente, el submarino japonés I-168 lo acabaría de hundir.
Mientras se prepara una tercera oleada para terminar con el portaaviones americano averiado, el Hiryū es atacado a las 17:03 por trece bombarderos en picado del USS Enterprise. Cuatro bombas lo alcanzan; tres en la parte delantera de la cubierta de vuelo, y otra más cerca del puente. Las explosiones iniciaron incendios en los hangares y bajo la cubierta de despegue en ese sector, y aunque la sala de máquinas y por ende la propulsión del portaaviones no resultó afectada, los incendios debido a la gasolina de aviación no pudieron ser controlados. Muchos marinos de cubierta murieron abrasados por las llamas.
A las 21:23 se detuvieron los motores, y a las 01:58, una enorme explosión hizo saltar la cubierta del ascensor de proa que cayó sobre el puente, dejando expuestos sus incendiados hangares. No obstante, el Hiryū no se hundió por causa del ataque en sí, su casco estaba indemne y sus máquinas estaban operativas; de hecho, la tripulación de la sala de máquinas compuesta por 35 hombres permaneció por su propia decisión después del abandono del buque.  

Yamaguchi recibió la orden de hundir el portaaviones. Poco después se dio la orden de abandonar la nave, siendo recogidos los supervivientes por los destructores Kazagumo y Makigumo, de clase Yūgumo. El contraalmirante Tamon Yamaguchi, jefe de la 2.ª División de Portaaviones y el capitán de navío Kaku Tomeo, permanecieron a bordo del Hiryū; el retrato del Emperador fue trasladado a un destructor por el oficial Toshio Abe (futuro comandante del Shinano). Los destructores dispararon al portaaviones dos torpedos para evitar la captura del mismo. A las 9:12 finalmente se hundió.
Otros 350 hombres ya habían perecido con anterioridad por el bombardeo, los incendios o las explosiones secundarias. Finalmente, 35 supervivientes, todos del cuarto de máquinas, fueron rescatados más tarde por la Armada de los Estados Unidos, y hechos prisioneros.